# Сан Приско (Казерта)
Сан Приско (итал. San Prisco) је насеље у Италији у округу Казерта, региону Кампанија.
Према процени из 2011. у насељу је живело 11869 становника. Насеље се налази на надморској висини од 47 м.

## Становништво
| 1931. | 1936. | 1951. | 1961. | 1971. | 1981. | 1991. | 2001.  | 2011.  |
| ----- | ----- | ----- | ----- | ----- | ----- | ----- | ------ | ------ |
| 4.338 | 4.630 | 5.343 | 5.807 | 6.800 | 7.715 | 8.646 | 10.015 | 11.903 |